# Brochuchus
Brochuchus es un género extinto de crocodílido osteolemino que vivió durante el Mioceno en la Formación Hiwegi de la isla de Rusinga en el Lago Victoria, en Kenia. Abarca solo a una especie, Brochuchus pigotti. El nombre del género en honor de Christopher A. Brochu, por su trabajo científico sobre los Crocodylia y sus parientes. La inusual combinación y pronunciación son una broma tanto auditiva como visual ya que el sonido de "ch" en el apellido Brochu toma el lugar del sonido de la "s" en "suchus", término proveniente de "souchus" (en griego, cocodrilo), el cual es un sufijo común en los nombres de género de los crocodilomorfos.

## Filogenia
Un análisis filogenético publicado en 2013 encontró que Brochuchus era un pariente cercano de Osteolaemus. Brochuchus y Osteolaemus son parte de un clado dentro de Crocodylidae informalmente conocido como los "osteoleminos". Estos están emparentados de cerca con el género Crocodylus, que incluye a la mayoría de los cocodrilos actuales. Los osteoleminos están entre los grupos más diversos dentro de Crocodylidae, incluyendo al pequeño Osteolaemus de hocico corto, el más generalista Brochuchus de hocico largo, Voay de tamaño medio y dotado de protuberancias craneales y al enorme Rimasuchus. Dentro de los osteoleminos, Brochuchus está cercanamente relacionado con KNM-LT 24081, una especie sin nombrar de Lothagam en Tanzania, y a Rimasuchus. Se pensó que otro crocodílido del Mioceno y Plioceno de África llamado Euthecodon era un pariente de Osteolaemus, Voay y Rimasuchus, y juntos era agrupados en Osteolaeminae. Los análisis posteriores como el de 2013 con Brochuchus, sitúan a Euthecodon como un pariente cercano del actual Mecistops, el cocodrilo hociquifino. Estos dos géneros pertenecen a in clado informal conocido como los "mecistopinos", más relacionado con el clado de Crocodylus que los osteoleminos.

## Paleobiología
Brochuchus tenía una forma corporal básica de un crocodílido con un hocico largo y estrecho y un esqueleto robusto. Como muchas otras especies de Crocodylidae, Brochuchus era probablemente un depredador que pasaba la mayor parte del tiempo en el agua. Como muestran los fósiles numerosos de mamíferos hallados en la isla de Rusinga, Brochuchus vivió junto a varias especies de proboscídeos (parientes de los elefantes modernos) y primates, de los cuales el más conocido es el simio primitivo Proconsul. Aunque no hay evidencia directa de que presas consumía Brochuchus, puede haber cazado a Proconsul. Si ese fuera el caso, Brochuchus puede haber sido uno de los primeros crocodilianos antropoidófagos ("devorador de antropoides") conocidos.